# Gemini–5
A Gemini–5 (vagy a hivatalos NASA nomenklatúra szerint a Gemini V) az amerikai Gemini-program harmadik emberes küldetése volt, amely mindössze a kilencedik amerikai űrrepülés volt a repülések történetében. A program célkitűzéseiből korábban az űrsétát a Gemini IV űrhajósai teljesítették, az újabb repülésen újabb cél, az űrrandevú kipróbálása került előtérbe.
A repülésre a NASA emberes operációkért felelős vezetője, Deke Slayton Gordon Cooper parancsnokot és Charles Conrad pilótát jelölte ki legénységként, hogy a repülési időtartamrekordot jelentő tervezett repülést végrehajtsák. Az űrhajósok először használtak „hivatalos”, az űrruhára felvarrható küldetés jelvényt, amelyben egy ekhós szekér képét és a repülés jelmondatát „8 nap, vagy bukás” szerepeltették. A jelmondathoz híven - bár a repülés során ez többször megkérdőjeleződött – az űrhajósok a 1965. augusztus 21-i startot követően végül 7 nap 22 óra 55 perc 14 másodperces repülési idővel a szovjeteket is leelőzve új időtartamrekordot állítottak fel.
A repülés legnagyobb figyelemmel kísért kísérlete a randevú volt. Ehhez az űrhajósok egy kis, általuk pályára állított műholdat terveztek felhasználni. Azonban a műhold kibocsátást követően az újonnan fejlesztett üzemanyagcella bizonytalan működése miatt az űrhajó áramellátását a parancsnok döntése értelmében leállították, így az elsődlegesen tervezett randevúkísérlet kudarcba fulladt. Később (elsősorban Buzz Aldrin tervein alapulva) a legénység megkísérelt egy ún. „fantom randevút”, amelynek során nincs a közelükben semmilyen megközelítendő tárgy, csak az űr egy megkülönböztetett (és mozgó) pontja mellé kell az űrhajót elnavigálni. A fantom randevú teljes sikerrel járt, megnyitva az utat a későbbi randevúk előtt és igazolva a művelet végrehajthatóságát.
A repülés további részében orvosi, fotózási, megfigyelési, katonai és egyéb kísérleteket végeztek az űrhajósok, szám szerint 17-et, amelyek nagy részét sikerrel teljesítették. A repülés ötödik napjától meghibásodások tarkították az utat. A meghibásodások ellenére a leszállási műveleteket a tervek szerint hajtotta végre Cooper és Conrad annak ellenére, hogy még egy hurrikán is a leszállási térségbe érkezett. Ez alkalommal sikerült végrehajtani a Gemini számára előírt leszállási profilt is és végül a fékezési manőverbe csúszott kisebb hiba folytán 130 kilométerrel a tervezett leszállási pont mellett szállt le a Gemini V az Atlanti-óceánon, ahol a USS Lake Champlain hordozó vette fedélzetére az űrhajósokat.

## Előzmények

### Gemini kezdetek
A Gemini-program az Apollo-program Kennedy elnök általi bejelentéséből fakadt, ahhoz szorosan kapcsolódott. Az Egyesült Államok a hidegháború keretében az űrtevékenységet bevonta abba a politikai-ideológiai küzdelembe, amely a két világrendszer és annak két vezető hatalma között zajlott. A Szputnyik–1 felbocsátása által a Szovjetunió nyerte ennek a történelmileg űrverseny néven említett versengésnek az első aktusát, majd folyamatosan bocsátott fel űreszközöket az USA-t megelőzve. Az amerikai közvélemény ezt szinte háborús vereségnek ítélte meg, amelynek nyomán erős nyomás nehezedett az amerikai kormányzatra, hogy választ adjon ezekre az elsőségekre, maga is bizonyítván a képességet, hogy a másik hatalom is képes végrehajtani ilyen űrteljesítményeket, illetve a politikai nyomás abban is megnyilvánult, hogy az Egyesült Államoknak vissza kell szereznie a vezető szerepet az űrteljesítményeket illetően Jurij Gagarinnak a Vosztok–1-en történt 1961. április 12-i felbocsátása által a Szovjetunió újabb jelentős elsőséget söpört be, amelynek hatására az amerikai elnöki tanácsadók azt javasolták Kennedy-nek, hogy tűzzön ki egy olyan bombasztikus célt, amelynek elsőkénti teljesítése felülír minden korábbi sikert és vitathatatlan vezető szerephez juttatja annak végrehajtóját. Ez a cél lett a holdra szállás egy kilenc éves időkereten belül.
Ám a Hold elérésének bejelentése idején az amerikai űrkutatás egyszerűen nem állt olyan szinten, hogy homályos elképzeléseknél több legyen a NASA tarsolyában a feladat végrehajtásához. Sem eszközrendszerben, sem a holdra szálláshoz szükséges műveletekben nem állt ott a NASA és az éppen futó Mercury-program, hogy akárcsak biztos választ tudjanak adni arra, hogy a feladat végrehajtható. Ekkor merült fel a gondolat és igény, hogy a holdra szállás eszközeinek fejlesztését és a szintén szükséges folyamatok, műveletek kikísérletezését, a képesség igazolását válasszák ketté és az utóbbira indítsanak el egy párhuzamos, önálló űrprogramot, amelyben az űrhajósok Föld körüli pályán igazolhatják a képességet és kikísérletezhetik a holdi műveletek mikéntjét. A legfontosabb, kipróbálásra váló műveletek az űrrandevú, két űrhajó űrbéli összekapcsolása, dokkolása, az űrséta és a minél hosszabb – legalább egy holdi oda- és visszaüt időszükségletének megfelelő – időtávú repülés kivitelezése volt. Ezeket a feladatokat és ezek tetszőleges kombinációjának végrehajtását várták az újonnan életre hívott Gemini–programtól. A Gemini–program repülései egyesével mentek végig ezeken a feladatokon, a Gemini V elé jelesül az űrrandevú kipróbálását és az egy hétnél hosszabb repülési időt tűzték ki.

### Ember nélküli repülések
A Mercury-programhoz hasonlatosan az új űrhajó és rakéta követelményeknek megfelelését ember nélküli, automata üzemmódban végrehajtott tesztekkel kívánták elvégezni, igaz eltérően az előző programtól, nagyon kevés indítás is elegendőnek látszott az eszközrendszer űrbeli alkalmazásának igazolására, ahogy kimaradtak az állatkísérletek is. Mindössze két fő komponenst kellett igazolni: egyrészről a rakéta működőképességét, az űrhajó repülőképességét és a két eszköz összeszerelt állapotban történő repülésének paramétereit, másrészről az űrhajó légköri visszatérési képességeit. A két cél mentén a teszteket ketté bontották és két külön repülésen ellenőrizték a célok teljesülését. Ezen tesztek sikeressége volt az előfeltétele, hogy a program továbbléphessen az emberes repülésekre, majd a bonyolultabb műveletekre.
A program első felszállása a Gemini–1 volt, amelyre 1964. április 8-án került sor. Ezen a repülésen először tesztelték a Gemini űrhajó és a Titan II rakéta integritását, illetve az együtt repülési kondícióit. A kabin ezúttal nem volt egy teljes értékű űrhajó részben amiatt, hogy magának az űrhajónak a fejlesztése elhúzódott és még nem állt készen egyetlen példány sem a repülésre, részben amiatt, hogy főként csak mérési eredményekre volt szükség és nem valós repülési eredményekre. Ezért az űrhajó inkább csak egy üres héj volt, amelyet műszerekkel töltöttek meg. A repülés tervezők nem terveztek irányított visszatérést, mindössze három Föld körüli keringésig rögzítették az űrhajó adatait, amelyek mindenben kielégítő eredményt hoztak. A repülést magát úgy tervezték, hogy az űrhajó nagyjából három és fél nap elteltével a felső légkör természetes fékező hatására magától visszasüllyedjen a sűrűbb légrétegekbe és elégjen. Ennek elősegítésére a mérnökök négy lyukat fúrtak a hőpajzsba. Végül a rakéta 7 másodperces továbbműködése miatt a tervezettnél kissé magasabb pályára állt a Gemini–1, így a tervezett három és fél nap helyett négy nap múlva zuhant vissza Földre az űrjármű 1967. április 12-én, a déli Atlanti-óceánon Dél-Amerika és Afrika között, minden repülési célkitűzést hibátlanul teljesítve.
A második automata tesztrepülésre viszonylag sokat kellett várni, egészen 1965. január 19-ig. A csúszásra egyrészt az elhúzódó fejlesztések adtak okot, mivel ezúttal egy teljes értékű űrszerelvényt tervezett indítani a NASA. Másrészt 1964. december 9-én egy sikertelen startra is sor került, amikor az utolsó másodperben (a rakéta hajtóműve már járt, de a leszorító tartócsavarokat még nem robbantottak le) a beépített Üzemzavar Érzékelő Rendszer jelzett és leállította a hajtóműveket. A hibák elhárítása után a tervek szerint startolt el az űrhajó, amelyet azonban nem terveztek Föld körüli pályára állítani, hanem csak egy szuborbitális repülés keretében bocsátottak fel, hogy az a lehető legnagyobb sebességre gyorsulva 3422 kilométerre a starthelytől csobbanjon az óceánba és közben leteszteljék az űrhajó biztonságos leszálláshoz szükséges részegységeket, különös tekintettel a hőpajzsra. Az űrhajó ismét tökéletesen teljesített, leszámítva két kisebb rendszer nem számottevő hibáját). A leszállás után a USS Lake Champlain repülőgép hordozó halászta ki a kabint 26 kilométerre a tervezett leszállási ponttól.

### Voszhod–program
A Szovjetunióban is a Geminihez hasonló továbblépésen dolgoztak – bár teljesen titokban –, a Vosztok-program sikerei után a Szergej Koroljov vezette szovjet űrkutatás átlépett a Voszhod-programba, amelynek ugyanúgy a holdi műveletek lehetőségeinek (többszemélyes, manőverezhető űrhajó, űrrandevú, dokkolás, űrséta, stb.) kidolgozása volt a célja. Mindemellett azonban a szovjetek továbblépése más tervezési elveken alapult és a Voszhod űrhajó nem volt manőverezhető, inkább a Vosztok űrhajó kisebb fokú átalakításából született, amely korlátázások árán, de lehetővé tette, hogy több űrhajós is helyet foglalhasson benne, illetve ráillesztettek egy légzsilipet, amellyel az űrsétá(ka)t tervezték végrehajtani.
A Voszhod–program első próbálkozása több űrhajós felbocsátása volt, a Voszhod–1 1964. október 12-én startolt megelőzve bármiféle Gemini űrhajót. A repülés sikeres volt, az űrhajóban Vlagyimir Komarov parancsnok, Borisz Jegorov orvos és Konsztanytyin Feoktyisztov fedélzeti mérnök (egyébként az űrhajó egyik tervezője) egy napos, 16 keringéses repülést teljesített. Ezzel ismét egy újabb űrbeli elsőséget (ti. az első többszemélyes űrhajó repülését) biztosítva a Szovjetunió számára. Amerikában ezt újabb lemaradásnak könyvelhették el. Majd ezután 1965. március 18-án, négy nappal megelőzve a Gemini–3-at Bajkonurból felszállt a Voszhod–2, fedélzetén Pavel Beljajev és Alekszej Leonov űrhajósokkal, hogy egy nem különösebben hosszú – 1 nap 2 óra 2 perces időtartamú – repüléssel egy újabb űrbeli elsőséget állítsanak fel: Alekszej Leonov a világon elsőként végzett űrsétát. Amerika lemaradása látszólag még mindig fennállt a korábbi programokhoz és űrteljesítményekhez hasonlóan, a szovjetek ismét előbb mutattak be űrműveleteket, mint ők.
Amit a szovjet híradások nem adtak közre, az az volt, hogy a világ első űrsétája, illetve az azt övező űrrepülés mennyire csak félsiker volt. Leonov ugyan negyed óráig kinn volt az űrben, ám az űrhajós és az űrruha kialakítása miatt alig tudott visszatérni az űrhajóba és kis híján belehalt az erőfeszítésbe (az űrruha a belső nyomástól annyira felfújódott, hogy Leonovból lényegében egy nagy Michelin-baba lett, aki nem tudott visszamászni az űrhajó zsilipjébe, ahonnan kijött, csak ha leeresztette az űrruha belső levegőjét, azt kockáztatva, hogy megfullad). A problémák később is folytatódtak: az űrkabinból is szivárogni kezdett a levegő, majd navigációs problémák miatt a fékezést kézi vezérléssel kellett kivitelezni. Ennek hatására a leszállás is több száz kilométerre a kijelölt helytől, Perm város közelében került sor. A mentőegységeknek negyvennyolc órájába telt, hogy a havas erdőből kimentsék az először halottnak hitt két űrhajóst.

### Embervezette Gemini repülések

#### Gemini–3

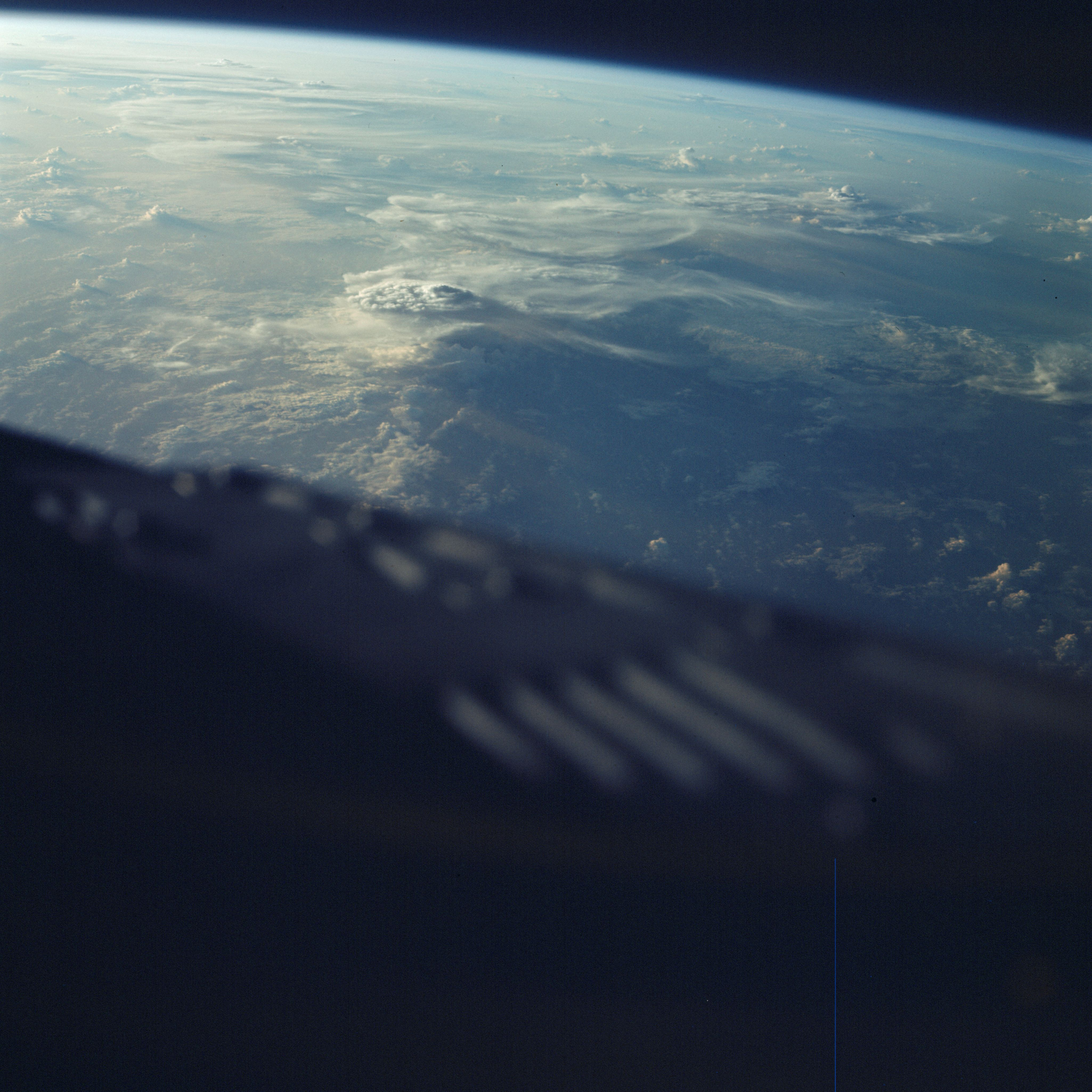
A Gemini–3-ból a felhők pettyezte légkör látszik, ahogy körbeöleli a Földet

A Gemini –program első, emberekkel végzett repülésére a két sikeres, személyzet nélküli repülést követően adott engedélye a NASA vezetése. A fő célkitűzés „demonstrálni és felmérni az űrhajóban, a hordozóeszközben és az eljárásokban rejlő képességeket a jövőbeni hosszútávú és randevú repülések érdekében” volt. Ebben a kérdésben az okozta a fő dilemmát, hogy milyen hosszú repülés tudja ezt megvalósítani. Sok vita után megmaradtak a még a Gemini-program általános tervezésénél felvázolt három Föld körüli keringésig tartó verziónál, némiképp még a hiányos Mercury tapasztalatokra alapozva. A rövid repülési idő, valamint az űrhajósok számára korlátozottan rendelkezésre álló felkészülési idő folytán a küldetéstervezés csak olyan kísérleteket tudott betervezni a repülésre, amelyek nem igényeltek komolyabb felkészülést és az űrhajósok egyszerűen és gyorsan végre tudták hajtani, ezért mindössze három kísérletet – egy a sugárzásnak a sejtekre való hatását mérő, egy sejtnövesztési és egy kommunikációs kísérletet - terveztek be a fő, az űrhajó manőverezőképességét kipróbáló tesztek mellé. Ezzel a Gemini–3 egyfajta hidat képzett a rövid, de hatékony repülésével a nyúlfarknyi Mercury repülések és a későbbi, az akár egy hetet is meghaladó, bonyolult Gemini repülések között.
Személyzetként Gus Grissom parancsnokot és John Young pilótát nevezte meg a NASA, előbbi a Molly Brown nevet választotta az űrhajónak. A startra 1965. március 23-án, helyi idő szerint 9:24-kor (14:24 UTC) került sor Cape Kennedy LC-19 indítóállásából. A három fordulatos repülés nagyon hamar lezajlott: az első keringésben elhárítottak egy kisebb műszerfal hibát, illetve nekiláttak a kísérleteknek, amelyek azonban nem sikerültek, a második keringésben került sor a történelmi és egyben legfontosabb próbára, az űrhajósok önállóan manővereztek - pályát változtattak az űrhajóval. Végül a harmadik körben már a leszállás előkészületeivel voltak elfoglalva. A leszállásra 4 óra 55 perc 14 másodperc repülés után került sor az Atlanti-óceánon, ahol a USS Intrepid anyahajó szedte fel az űrhajósokat. Ezzel az űrhajó berepülése sikeresen teljesítésre került, utat nyitva a későbbi, komolyabb Gemini repülések előtt.

#### Gemini–4
A NASA a Gemini IV-gyel kettős feladatot célzott meg: választ adni egy újabb szovjet elsőségre és teljesíteni a holdprogrammal kapcsolatos új eljárások egyikét. Eredetileg az űrhajó berepülését követő első tudományos repülést hét naposra tervezték, egy űrrandevúval a csúcspontján. Ezt azonban több oldalról átírták a körülmények. Egyrészről az űrhajó energiaellátásához szükséges üzemanyagcella fejlesztése nem állt a megfelelő fázisban, ezért akkumulátorokkal kellett helyettesíteni, ám azok kapacitása csak négy napos működésre volt elegendő, így a repülési idő kényszerűen lerövidült. A másik ok nem technikai volt, hanem a Voszhod–2 sikeres, vagy legalábbis sikeresnek hirdetett útja, amelyen Alekszej Leonov dokumentáltan elvégezte a világ első űrsétáját. Ezt az amerikai közvélemény ismét vereségként fogta fel, ezért fontos volt mihamarabb legalább választ adni rá. A Gemini–program során csak jóval későbbre tervezték az űrséta megvalósítását, ám ez több mint egy évre tágította volna az időbeli rést a két ország között, ezért a NASA vezetése úgy döntött, az első lehetséges repülésre előrehozzák az amerikai űrsétát. Ez a kísérlet volt a Gemini–4.
A startra 1965. június 3-án, 10:26:59-kor (15:15:59 UTC) került sor Cape Canaveral 19-es indítóállásáról. A felszállás egy kisebb, váratlan rángatózástól (ún. pogo oszcilláció) eltekintve tokéletes volt, az űrhajó 163 * 282 km-ees ellipszis pályára állt. A repülés első feladata az űrhajót pályára állító Titan II második rakétafokozatával való űrrandevú volt, az űrhajósoknak egy-két méterre meg kellett volna közelíteni a leválasztás után eltávolodott eszközt és kötelékben repülni vele egy ideig. A repülés idejére még nem készült el a randevúradar fejlesztése, ezért az űrhajósok a saját szemükre támaszkodhattak csak a manővernél. Többszöri sikertelen próbálkozást követően McDivitték felhagytak a randevú megkísérlésével, mivel az nem vezetett eredményre.
A repülés második feladata az űrséta végrehajtása volt, amelyre Ed White volt kijelölve. White előbb elvégezte az űrséta előkészítő tevékenységeit (összeszerelt egy, a manőverezéshez szükséges sűrített levegős pisztolyt, illetve csatlakoztatta az űrruhájához a létfenntartó rendszer csatlakozóit, a köldökzsinórt, stb.), majd kihermetizálták a kabint, némi nehézség árán kinyitották a kabinajtót és az űrhajós kilebegett az űrbe. A manőverező pisztoly segítségével különböző irányú mozgásokat próbált ki, amelynek során az űrbeli mozgás semmiféle nehézséget nem okozott és nem merült fel egyéb zavaró körülmény, (pl. rosszullét) sem. Harminchat perc elteltével White az irányítás határozott utasítására visszatért a kabinba parancsnoka, Jim McDivitt mellé, amellyel az első amerikai űrsétát sikerrel teljesítettnek minősíthették.
Az űrsétát követően még három napnyi repülés várt az űrhajós párosra, amelynek során tizenegy tudományos (orvosi, fényképezési és egyéb) kísérletet hajtottak végre, mindet sikerrel. A repülés 48. keringésében meghibásodott az űrhajó komputere, ami miatt nem lehetett szó a tervezett, komputer irányítású visszatérésről. A 62 keringésben kézi irányítás mellett hajtották végre az űrhajósok a fékezést a légkörbe való visszatérést. A Gemini IV 1965. június 7-én került sor az Atlanti-óceánon, ahol 81,4 kilométerrel a tervezett leszállási pont mellett szálltak vízre. A helyszínen várakozó USS Wasp anyahajó egy órán belül kiemelte őket.

## Személyzet
A Gemini V legénységének - elsődleges repülő és tartalék személyzet – gerincét az ún. Új Kilencek csoport (a NASA második űrhajós válogatásán kiválasztott űrhajósok) adta, egyetlen hírmondónak maradt Mercury űrhajósként a NASA részéről nem túl megbecsült Gordo Cooper parancsnok került a kijelölésbe. Az elsődleges legénységbe Gordo Cooper parancsnokot és Pete Conrad pilótát választotta Deke Slayton,a NASA személyzeti ügyekért felelős vezetője, míg a tartalék legénység Neil Armstrong és Elliot See lett.
A NASA 1965. február 8-án nevezte meg hivatalosan a következő Gemini repülés személyzetét. Ezzel egy időben zajlott annak az igénynek a gyakorlatba ültetése, hogy csökkentsék a két Gemini repülés között eltelt időt három hónapról két hónapra. Ebben a tekintetben a tréningre szánt idő rövidült le, amely gondot okozott a kiképzési terv összeállításánál. A Gemini V esetében a kinevezéskor már három pár legénység (elsődleges és tartalék legénység került kijelölésre a Gemini–3, IV és V számára, így tizenkét űrhajós idejét kellett beosztani a szimulátorban. A prioritások miatt 1965 júniusára a fontosságban hátrébb kullogó Gemini V kiképzése veszélybe is került. Ez csak akkor enyhült, amikor Houstonban is felállítottak egy szimulátort és az elsősorban a Gemini V számára tették elérhetővé.
A Gemini V legénysége is valamiben első lett: ők tervezték és viselték az első felvarrható repülési jelvényt az űrruhájukon az amerikai űrprogramok történetében, amivel aztán máig tartó hagyományt teremtettek. Az egész az űrhajósok katonai múltjából eredt, ahol az egyes alakulatok valamiféle jelvénnyel különböztették meg magukat egymástól és így volt ez a légierőnél, ahonnan Cooper és a haditengerészetnél, ahonnan Conrad érkezett, így a jelvény ötletét hamar átvették mindketten. A jelvényen egy echós szekér jelent meg, illetve a „Gemini 5” felírat, a két űrhajós vezetékneve, valamint a küldetésük jelmondata, „8 nap, vagy bukás”. Az echós szekér azt szimbolizálta, hogy egykor az amerikai pionírok is ilyen alkalmatosságon utazva hódították meg a kontinens ismeretlen vidékeit, ugyanígy az űrhajósok is pionír módjára léptek be az ismeretlen világűr birodalmába. A jelmondat pedig magáért beszélt, a legénység elszántságát tükrözte, hogy a célul kitűzött, minden addigi (szovjet, vagy amerikai) rekordot megdöntő időtartamot teljesítsék. Ugyanakkor az echós szekérnek volt egy másik jelentésárnyalata. Cooper még a Mercury űrhajósok köréből került ki és nehezen vette tudomásul, hogy a NASA elvette azon előjogot az űrhajósoktól, hogy maguk nevezzék meg az űrhajójukat. Cooper echős szekérnek akarta nevezni a Gemini V-öt (nyilvánvalóan a fentebb említett pionírokra utalva), ám mivel ezt nem tehette meg, ekkor fordult a jelvény, mint megoldás felé, amelynek a Gemini IV-en Jim McDivitt és Ed White már megteremtette a hagyományát. A szekér, mint jelkép mellé megszületett a jelmondat is, amely ugyanolyan PR vitát generált, mint egy kétértelmű űrhajónév tette volna. A „8 nap, vagy bukás” azt a lehetőséget vetette fel, hogy mi van akkor, ha nem tudják az űrhajósok teljesíteni a 8 napot. A közvélemény akkor automatikusan a jelmonda második felér, a „bukást” vette volna elő. Ez kínos lett volna a NASA-nak, de ezzel együtt győzött Cooper tekintélye.

### Repülő személyzet

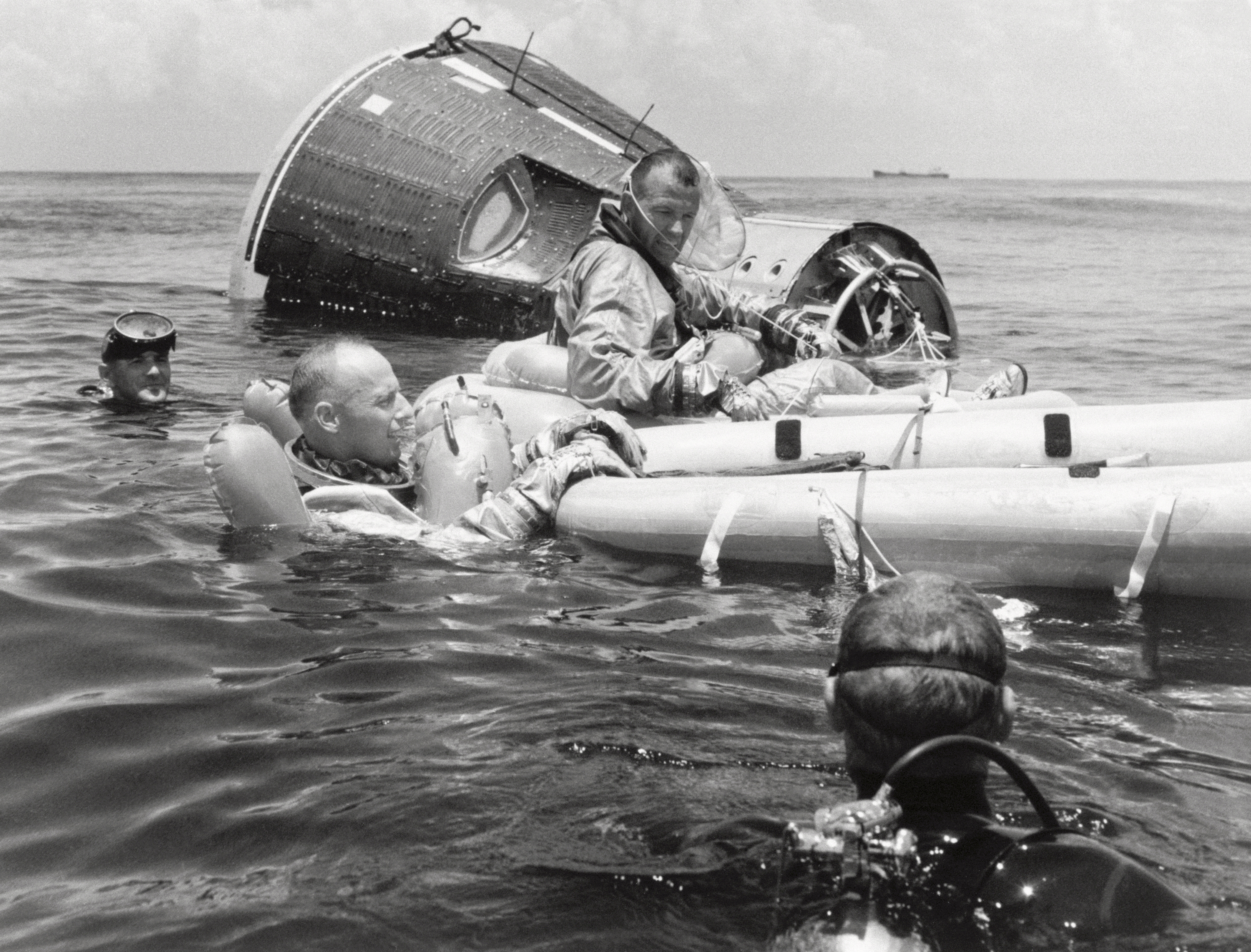
Gordo Cooper parancsnok (a mentőcsónakon ülve) és Pete Conrad (a vízben, az előtérben) pilóta vízi mentési gyakorlaton

| Beosztás   | Űrhajós                             | Űrhajós                             |
| ---------- | ----------------------------------- | ----------------------------------- |
| Parancsnok | Gordo Cooper (2) űrrepülés          | Gordo Cooper (2) űrrepülés          |
| Pilóta     | Charles „Pete” Conrad (3) űrrepülés | Charles „Pete” Conrad (3) űrrepülés |

### Tartalék személyzet
| Beosztás   | Űrhajós                      | Űrhajós                      |
| ---------- | ---------------------------- | ---------------------------- |
| Parancsnok | Neil Armstrong (2) űrrepülés | Neil Armstrong (2) űrrepülés |
| Pilóta     | Elliott See (0) űrrepülés    | Elliott See (0) űrrepülés    |

## Repülés

### A repülés közvetlen előkészítése

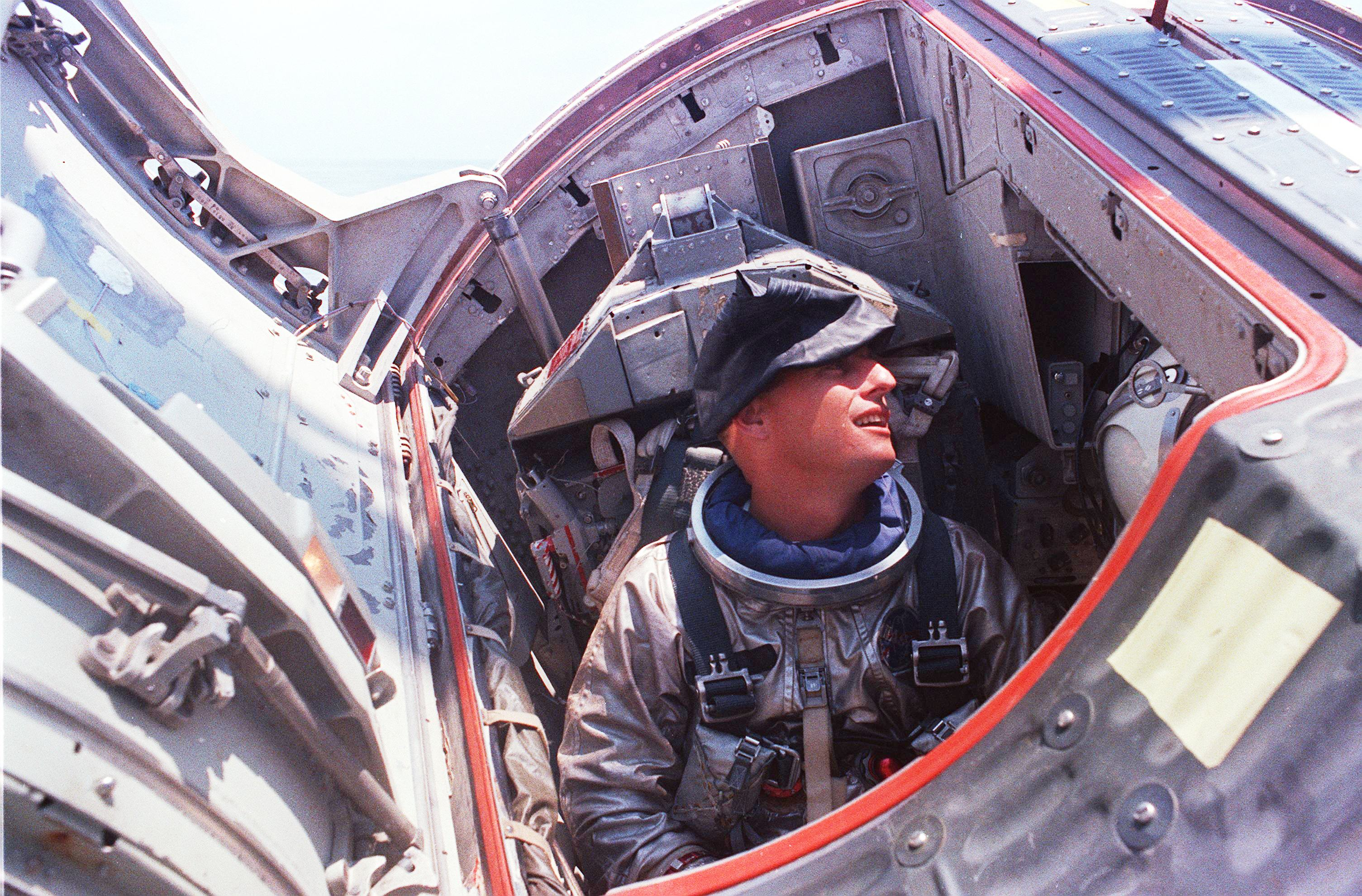
Pete Conrad az egyik tréning során

A Gemini IV randevú kísérletének kudarca miatt a legnagyobb kérdés az űrrandevú végrehajtása volt, mint következő feladat a Gemini–program számára. A problémát három oldalról kezdték el megoldani. Egyrészt a röppálya szakértőknek ki kellett dolgoznia azokat a műveleteket, amelyekkel valóban meg lehetett valósítani két űrhajóval egymás megközelítését. (A probléma abban állt, hogy a földi kétdimenziós világgal szemben az űrbeli három dimenzió sokkal összehangoltabb és finomabb mozgásokat kívánt meg. Ha egy űrhajóban növeljük például a sebességet, egyben a pályamagasságot is növeljük és fordítva. Ezért nem elegendő az űrhajó orrával megcélozni egy célpontot, aztán „gázt adni”, mert az máshová visz, mint gondolnánk. Egy megközelítés érdekében bonyolult és finom manőverek összességét kell végrehajtani, hogy az az egyszerű szándék, mint „odamegyek” megvalósuljon.) Másrészt a legénységet a lehető legkörültekintőbben tervezett kiképzésnek kellett alávetnie, különös tekintettel a szimulátoros randevú gyakorlásokra. Harmadrészt pedig az űrhajót komputertámogatású eszközökkel kellett felszerelni, ahol maga az IBM komputer is kérdéseket vetett fel, mivel a legutóbbi repülésen épphogy ez a részegység romlott el.
A komputerprobléma elhárítása egyfajta félmegoldást szült. Mivel a repülés után kb. 500 teszten próbálták előidézni a hibát és az egyszer sem sikerült, maga a hiba rejtély maradt. Ezért az IBM inkább beépített egy manuális kapcsolót a gépébe, amellyel át lehetett hidalni azokat a részeket, amelyek a hiba szempontjából gyanúsak voltak és végül ezt a változatot küldték a következő repülésre. A gyakorlásokat illetően két fő területre koncentráltak (a korlátozott szimulátorkapacitás megoldása mellett): a randevú gyakorlására és a szimultán startra egy másik űreszközzel. Az előbbi műveletet úgy tervezték el, hogy az űrhajó magával visz egy kis, kibocsátandó eszközt, egy kvázi műholdat, amelynek hivatalos neve a Randevú Felmérő Csomag (Rendezous Evaluation Pod) volt. A NASA hosszú távon egy Agena céljárművel tervezte a randevút, az első kísérlet mégis anélkül, egy egyszerűsített eszközzel zajlott és a legénység gyakorló idejének nagy részét ez kötötte le.

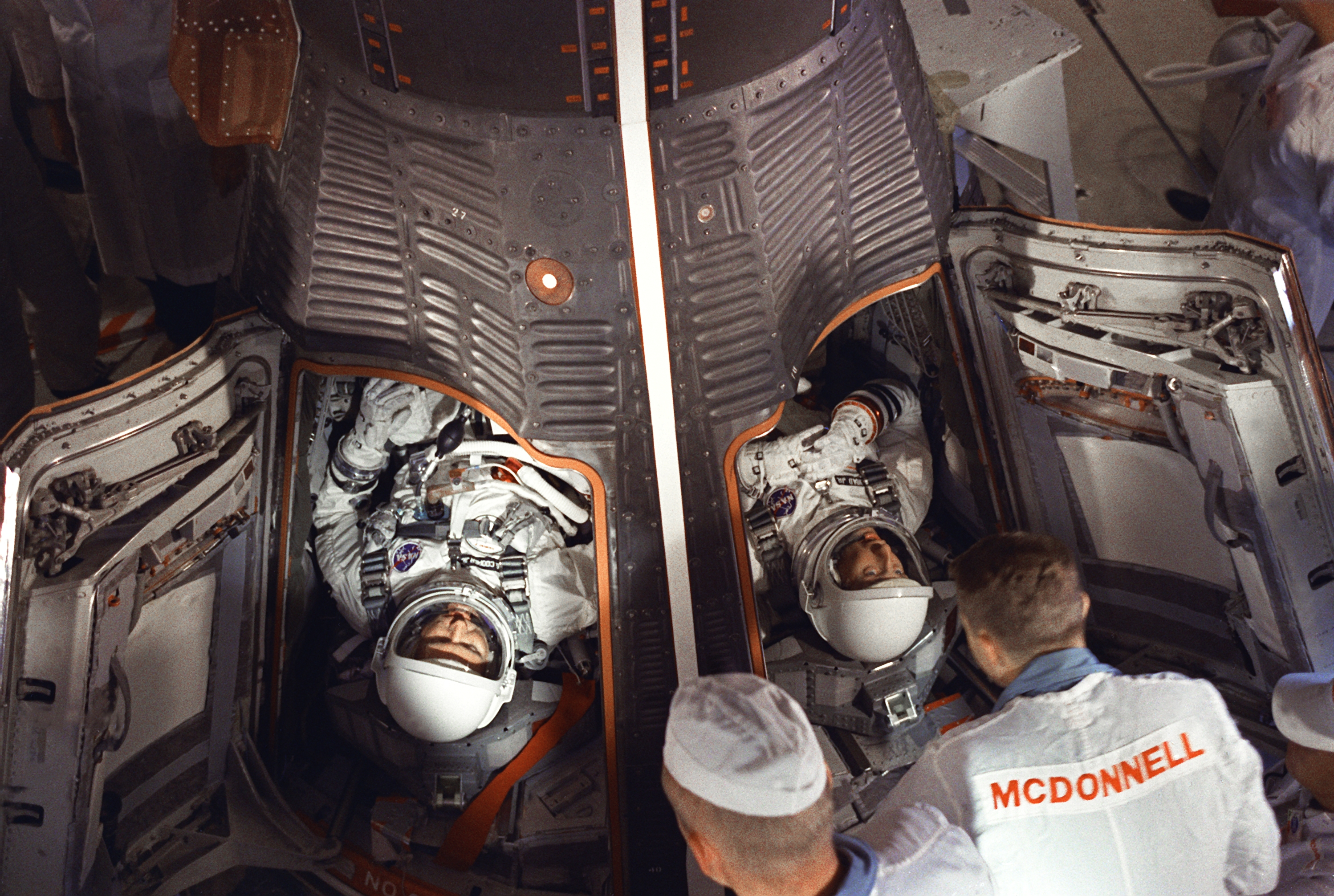
Cooper és Conrad közvetlenül a felszállás előtt felkészül a repülésre

További tervezési kérdések voltak még, hogy legyen-e űrséta, az űrhajó pályáját úgy határozzák-e meg, hogy az egy rövid idő után magától is visszatérjen a Földre, hogy milyen űrruhát viseljenek az űrhajósok. Továbbá felmerült a lehetősége, hogy első alkalommal lehetne elpróbálni élesben két űrhajó nagyjából egyszerre történő felbocsátását is, amikor a Gemini a 19-es indítóállásból, az Agena céltárgy pedig a 14-esből indult nagyon rövid időkülönbséggel. Később a Gemini–program során ez lett a sztenderd indítási procedúra, mivel a randevúk és az összekapcsolódások nagy része ebben a formában valósult meg. Az űrséta kérdése hamar eldőlt, egyrészről White űrsétájának megismétlése nem hozott volna újdonságot, másrészt a létfenntartó rendszer egyelőre nem volt képes többre, tehát értelmetlen lett volna egy sima ismétlés. Ezért a NASA úgy döntött, hogy nemcsak a Gemini V-ön, hanem a következő három repülésen nem lesz űrséta. Az űrruha kérdésében nagyobb vita bontakozott ki. Rendelkezésre állt a legújabb, űrsétára is alkalmas G4C űrruha, vagy az azt megelőzően hordott, a Mercury–programból származó, még űrsétára alkalmatlan verzió. Emellett az űrhajósok egyenesen azért kampányoltak, hogy levehessék az űrruhájukat, hogy a megcélzott 8 napban nagyobb terük legyen (McDivitt és White 4 napos tapasztalata egyébként is az volt, hogy nagy mennyiségben gyűltek a kabinban a használaton kívüli eszközök és a szemét, ezért a komfort miatt volt értelme a nagyobb térért vitába szállni). Végül a NASA parancsszóval a G4C alkalmazása mellett döntött.
Eredetileg a Gemini V startja 1965. augusztus 9-re tűzetett ki, ám Cooper és Conrad a feszített tempó ellenére nem végzett a kiképzéssel. Ezért Deke Slayton Washingtonba utazott. hogy rávegye a vezetést a starthalasztásra, amit el is ért, tíz nappal későbbre tűzték ki a hivatalos startot. Augusztus 19-én, azonban – miközben már a legénység is benn ült a startra váró űrhajóban – egy viharzóna érte el Cape Kennedy-t, majd amikor egy az indítóállás közelében becsapó villám nyomán feszültségingadozásokat is tapasztaltak, úgy döntöttek a legénységet kiszállítják, az üzemanyagot leengedik és 48 órával eltolják a startot.

### A repülés

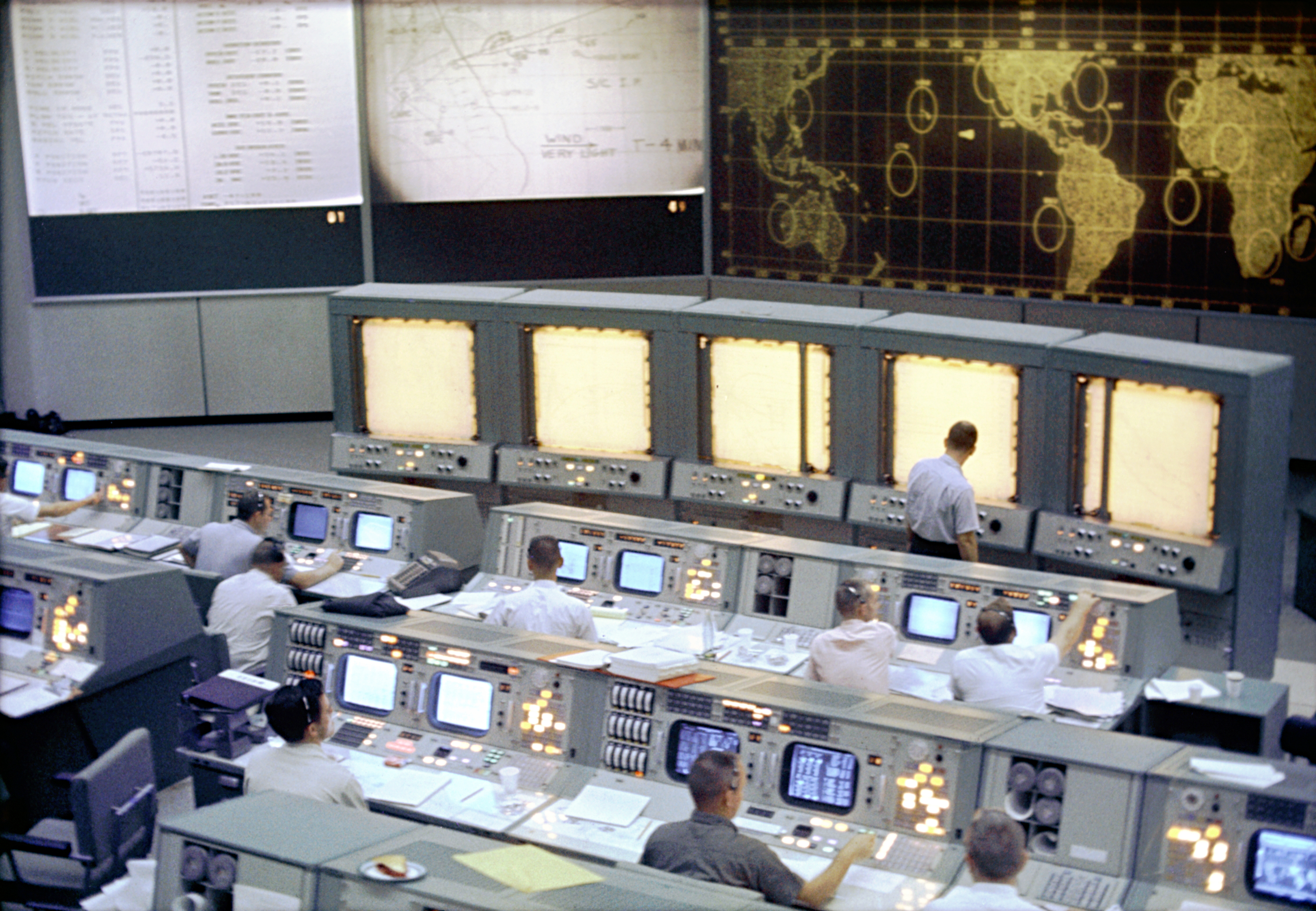
A Gemini irányítóközpont a repülés során. A nagy kivetítőn látszik, amit az űrhajó a Csendes-óceán felett, HAwaii és az Észak-Amerikai kontinens között repül éppen

A Gemini V startjára 1965. augusztus 21-én 9:00-kor (14:00 UTC) került sor Cape Kennedy 19-es indítóállásáról. a start sima volt, ám az emelkedés közben ismét jelentkezett a rakéta oszcilláló nyomásváltozások miatti előre-hátra való rángatózása (az ún. pogo oszcilláció), amely azonban hamarosan el is múlt magától. A leválasztás után a Gemini 163*350 kilométeres ellipszis pályára állt a Föld körül.
A repülés legnagyobb várakozással övezett kísérlete az űrhajó számára újonnan fejlesztett üzemanyagcella kipróbálása volt, amely hidrogén és oxigén felhasználásával állított elő elektromos energiát és melléktermékként vizet. A nehéz (ezért űrhajózási szempontból előnytelen) akkumulátorok helyett ez a megoldás jelentette az előrelépést a hosszabb távú repülések áramszükségletének előállításához. A minél hosszabb távú üzemelés miatt Cooper a lehetséges legalacsonyabb gáznyomást akarta beállítani a cellában, amihez hozzá is kezdett a repülés legelején, ám Conrad hamarosan észlelte, hogy a nyomás egyre alacsonyabb és hamarosan átlépett egy túl alacsony szintre, ami már a működést veszélyeztette. Jelezvén a problémát az irányításnak, az azt a tanácsot kapta, hogy kapcsolják be az oxigén tartály fűtését a nyomás emelésére. Azonban a bekapcsolás után a nyomás inkább tovább csökkent.
A műveleti terv szerint következett a randevúkísérlet. Ehhez a második keringés során az űrhajó rakteréből kibocsátották a Kis gézengúz nevű, 34 kilogramm súlyú mesterséges holdat, vagy hivatalos nevén a randevú csomagot. Kezdetben a műhold a várakozásokkal ellentétesen látszott mozogni, aztán elfoglalta a helyét az űrhajó mögött, ahol stabilan követni kezdte a Geminit. Cooper megfordította az űrhajó orrát és a radarral befogta a kis műholdat. Ekkor azonban az üzemanyagcella nyomása még tovább zuhant. Az űrhajó közben berepült a rádió követőhálózat holt zónájába, így az űrhajósok magukra maradtak a döntéssel, hogy mit tegyenek. Cooper úgy döntött, hogy lekapcsolja az áramot. Ezzel azonban a randevú radart is kikapcsolta, így a kis műhold lassan elveszett az űrben, meghiúsítva minden további kísérletet. Ekkor hirtelen nem a randevúkísérlet vált prioritássá, hanem annak megfontolása, hogy a Gemini V fenn maradhat-e, vagy inkább térjen haza idő előtt. Kísérletek indultak Houstonban és St. Louisban, a McDonnell gyártóhelyén, ahol az űrhajó épült, hogy hogyan üzemeltethető az üzemanyagcella ilyen extrém alacsony nyomással. A kísérletek végén a repülés vezető Gene Kranz úgy látta, hogy a tesztek pozitív tapasztalatai alapján legalább egy napos időtartamban folytatható a repülés.
A Houstonban és St. Louisban lefolytatott kísérletek után az irányítás azt az instrukciót adta a legénységnek, hogy kapcsolják vissza az áramot az űrhajóban, majd fokozatosan egymás után kezdjenek bele a kísérletekbe, egyre nagyobb mértékben terhelve az elektromos rendszert. Ahogy ez megtörtént, mindenki elégedetten nyugtázta, hogy a rendszer stabilan működik az alacsony gáznyomás ellenére. A másik probléma, amelyet a legénység ad hoc újragondolt, az alvás, pihenés kérdése volt. A Gemini IV tapasztalatai egy az egyben megismétlődtek Copperékkal is, amikor az egyikük aludni próbált a folyton recsegő rádió, vagy társa mozgolódása ébren tartotta őt. A parancsnok ezért úgy döntött, hogy nem váltásban próbálnak aludni, hanem egyszerre. Az első próba alkalmával Cooper hét, Conrad öt órát aludt. Nehezítette a körülményeket, hogy a kabin kissé hideg lett. A Mercury-val ellentétben – amely hajlamos volt a melegedésre –, a Gemininél a hűtés túl jól működött, ezért az űrhajósok lecsatolták a levegő keringetését biztosító csatlakozókat az űrruhájukról, hogy ne fázzanak. Ráadásul Cooper, hogy aludni tudjanak befüggönyözte az ablakokat, amellyel akaratlanul a besütő nap hőforrását is elvonta a kabintól.
Az áramhelyzet helyre álltával a lehetséges repülési idő is egyre jobban kitolódott, újra szóba került a randevúkísérlet. Egy űrrandevúhoz nagyon leegyszerűsítve nem egy céltárgy, hanem egy kitüntetett pont kell az űrben, amit meg kell közelíteni (a céltárgy csak megtestesíti ezt). Ezt felismerve az irányítás egy ún. „fantom randevú” kidolgozásába kezdett, amellyel nem az azóta teljesen elveszett kis műholdat, hanem egy kitüntetett pontot kellett megtalálniuk az űrhajósoknak. Ennek a műveletnek a kidolgozásában oroszlánrészt vállalt Buzz Aldrin, aki ugyan azidőtájt még újoncnak számított, azonban az egyetemen ez volt a diplomamunkájának fő tárgya, emiatt randevú szakértőnek számított – és a társai emiatt csúfolták dr. Randevúnak –. Az űrhajósok a repülésük harmadik napján próbálkoztak meg a maga nemében teljesen újnak számító művelettel. A műveletben azzal a feltételezéssel éltek, hogy egy Agena célrakéta halad egy másik röppályán és ők ezt közelítik meg, amelyhez az irányítás adja meg a megfelelő adatokat, mintha a rakéta valóban létezne. Ezzel a metódussal Coopernek valóban sikerült egy mozgó pont mellé manővereznie az űrhajót, amellyel a teljes, a randevúhoz szükséges eszközrendszert sikerült kipróbálni. Ezzel a teljesítményével rácáfolt azokra a kételyekre, amelyek a Gemini IV elhibázott műveleteit követően támadtak, a randevú a sikert követően teljesen elképzelhető, végrehajtható műveletnek tűnt a továbbiakra.

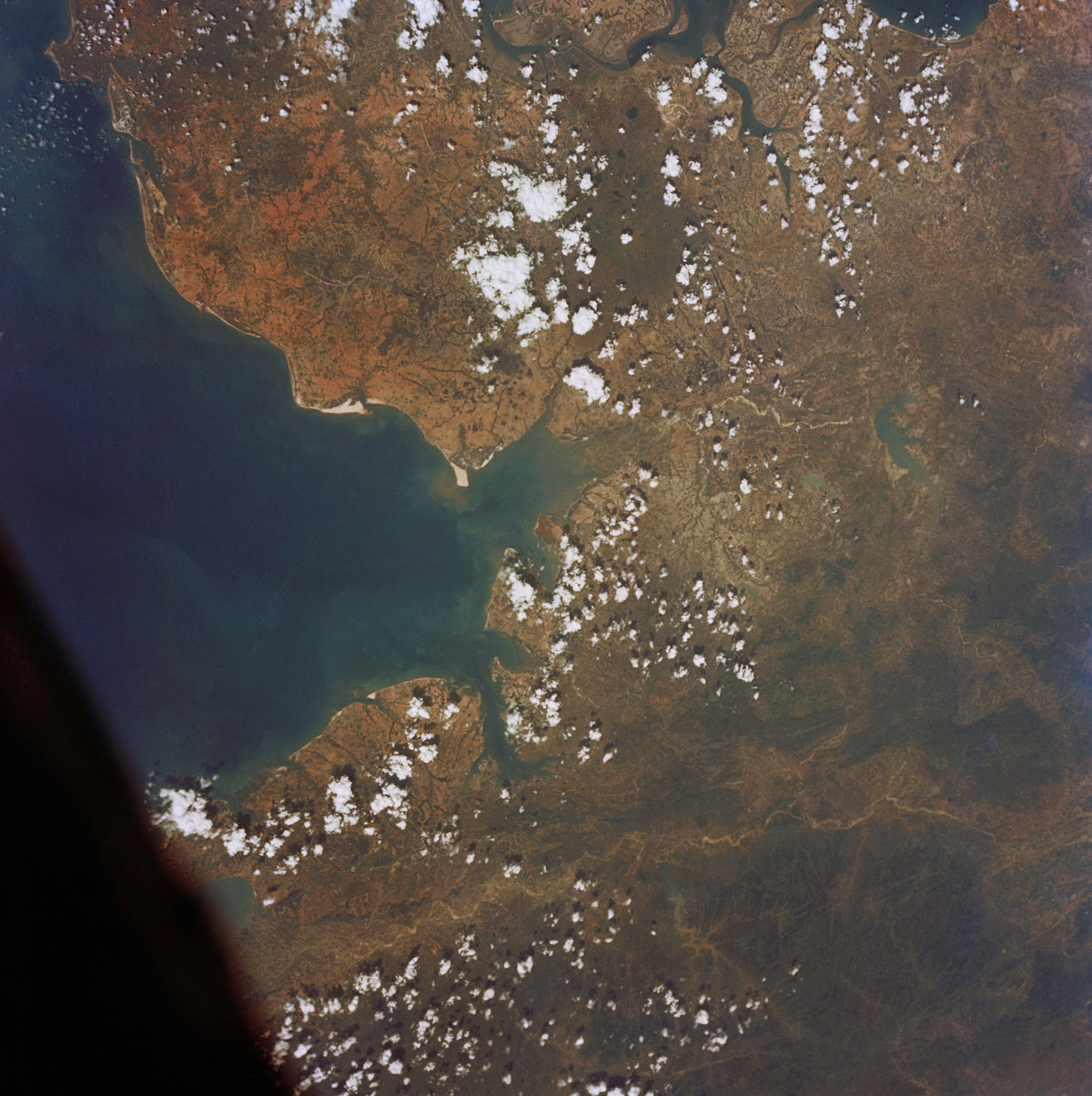
A Tonkini-öböl
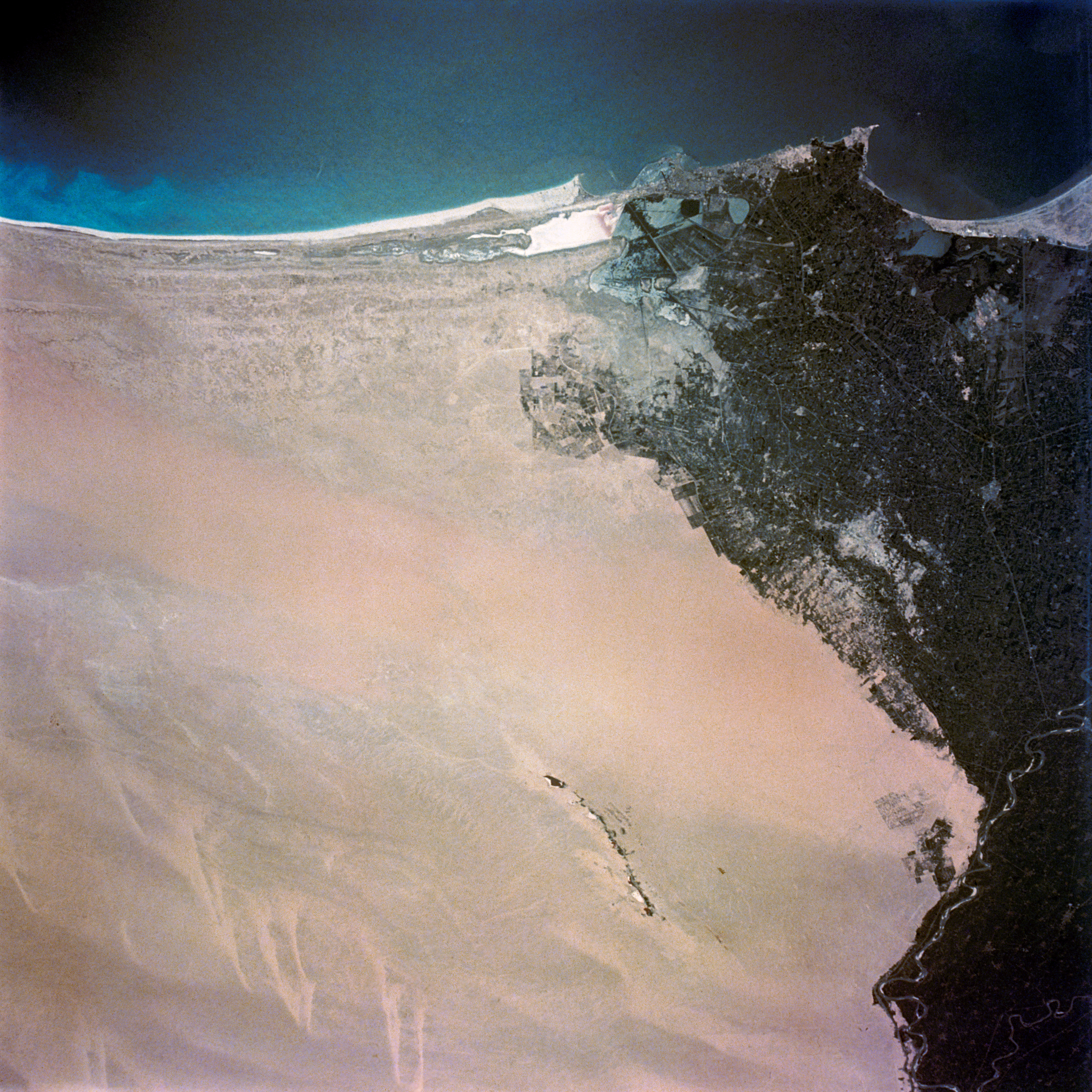
Alexandria és a Nílus-delta egy része
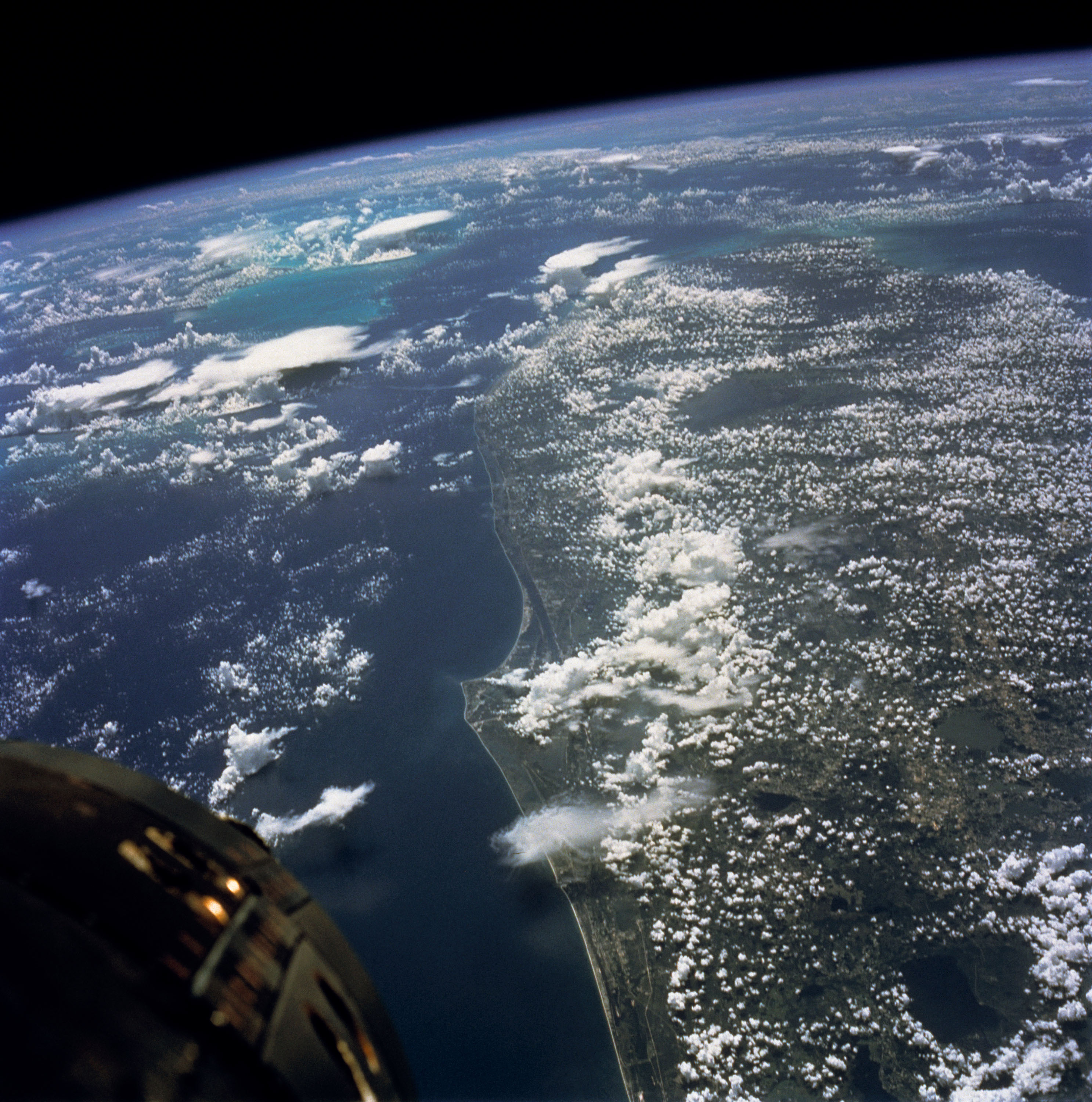
Cape Kennedy és a Floridai-félsziget keleti partvonala

A sikeres fantom randevút követően a legénység ismét lekapcsolta az áramellátást és hagyta, hogy az űrhajó Newton törvényeinek engedelmeskedve sodródjon tovább. Ez alatt az idő alatt csak a kísérletek folytatódtak tovább, ahogy idő és lehetőség nyílott rájuk. A repülés során összesen tizenhét kísérletet végeztek az űrhajósok, amelyek közül az érdekesebbek a következők voltak:
- D–1 Közeli objektumok fotózása, ez azonban meghiúsult a randevúhoz használt műhold elvesztése miatt, mivel az jelentette volna a fő fotótémát
- D–2 Alapvető objektumok felismerése, amelynek során fel kellett ismernie, követnie és fotóznia a tájékozódáshoz szolgáló égitesteket
- D–6 Földfelszín fényképezés. Ennek során az időjárás többször közbeszólt - a kijelölt térséget felhők fedték –, ám rengeteg célpont (köztük Merritt Island, Florida, Tampico, Mexikó; Rocas Island, Brazília, Love Field, Dallas) megörökítése sikerrel járt.
- D–4 Csillagászati sugárzásmérés a D–7-es kísérlettel párhuzamosan folytatott felmérések, ahol megpróbálták elválasztani az űrbéli és esetleges földi sugárzási forrásokat.
- D–7 Űrobjektum fényképezés, amelynek során esetleges az útjukba kerülő műholdakat kerestek, de a fenti kísérlettel párhuzamosan a földi eredetű sugárzási források megtalálását és fényképezését is magába foglalta a kísérlet. Ez utóbbi két kísérlet nem tudományos, hanem a Védelmi minisztérium által kért kísérlet volt.
- S–8 és D–13 Kombinált kísérletek az űrhajósok látásának és földi objektumok felismerésének tesztelésére. Ennek érdekében kisebb-nagyobb négyszögletes jeleket helyztek el a Földön a texasi Laredo és az ausztrál Carnarvon mellett, ezeket kellett keringésről keringésre megpillantani. A Carnarvonnál lévő jelet egyszer sem sikerült megpillantani, a laredoit viszont igen.
- M–1 Keringési rendszer erősítés, amely orvosi kísérlet, amelyben Conrad egy felfújható mandzsettát viselt a lábán, amely a keringést volt hivatott javítani.
- M–9 Egyensúlyszerv funkciók mérése, amellyel a belsőfülben lévő egyensúlyszerv működését mérték, hogy a vízszintes tájékozódás érzete miként változik a repülés során.
- S–1 Fényképezés, amelyben Cooper először fotózta sikerrel az állatövi fény jelenséget az űrből.
- S–7 Felhőzet tetejének spektroszkópos vizsgálata, amellyel űrhajóból próbálták elvégezni a felhők magasságmérését [10]

Az ötödik napon a Gemini 5 számára is elérkeztek az idő előrehaladtával jelentkező műszaki hibák. Ekkor a kormányzásért felelős OAMS (Orbital Attitude Maneuvering System) előbb lelassult, majd az egyik fúvókája megszűnt működni. Chris Kraft repülési igazgató ekkor leállította az összes olyan kísérletet, amelyhez üzemanyag szükségeltetett. Kicsit később az egész rendszer működése szabálytalanba ment át, majd további két fúvóka is leállt. Innentől kezdve az űrhajó végig csak sodródott az űrbe, mindössze néha kapcsolta be a kormányrendszert Cooper, amikor a zavaróvá váló himbálózást szüntette meg. A repült időtartam végül megfelelt a Föld–Hold–Föld utazás időtartaménak.

### Leszállás

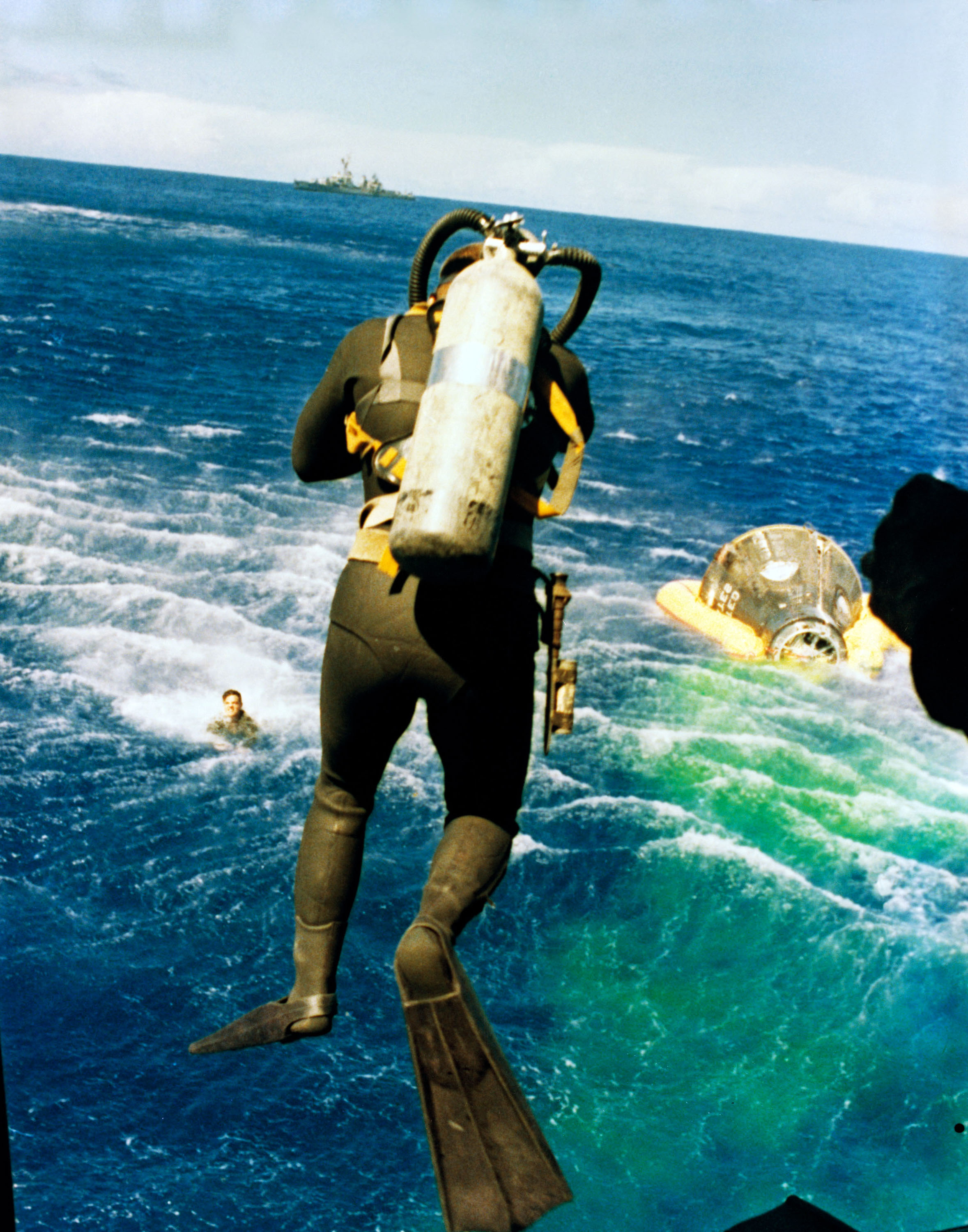
Egy békaember kezdi a tengerre szállt Gemini V mentését

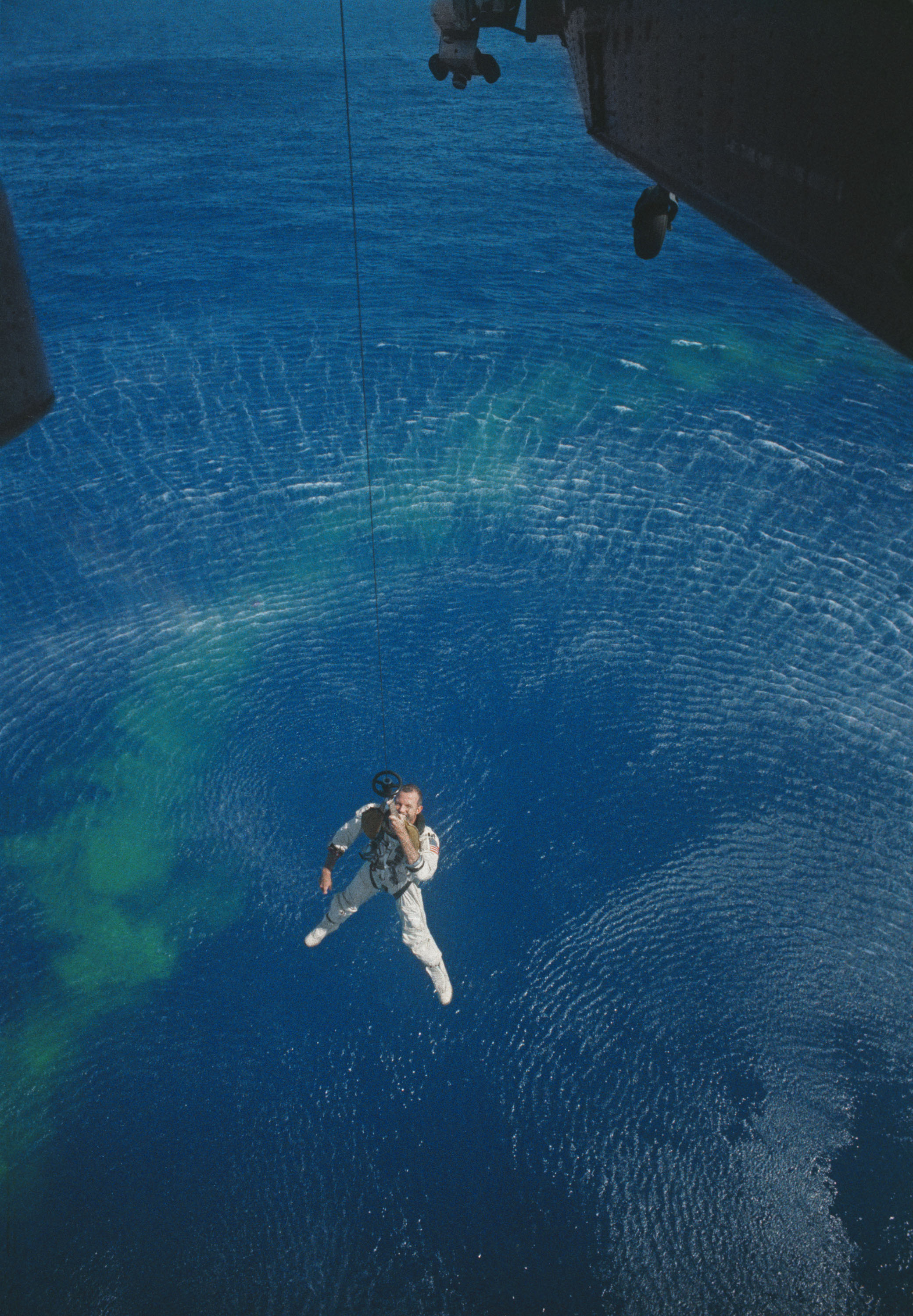
Gordo Coopert emelik be éppen a helikopterbe mentés közben a Gemini V leszállása után

A leszállási előkészületeket nagyrészt egy hurrikán figyelmeztetés árnyékolta be. A Betsy hurrikán éppen a leszállási térség felé tartott. Ez először vetette fel a program során a szélre és a hullámokra vonatkozó szabályok figyelembe vételét. A Gemini repüléseken enyhítettek a Mercury szabályokon: maximum 47 km/h-s (25 csomós) szélben és két és fél méteres hullámok mellett lehetett leszállást engedélyezni, amelynek érvényesnek kellett lennie az elsődleges és a tartalék leszállási térségben egyaránt. (A Mercury esetében ezek a korlátok még szél esetében 34 km/h – 15 csomó –, a hullámoknál pedig másfél méter voltak), de a hurrikán messze túlmutatott ezeken az értékeken. Az Időjárás Iroda javasolta, hogy tartsák távol minél inkább az űrhajót a hurrikántól, ezért Gene Kranz, a repülésirányítók főnöke a tartalék leszállóhely közelébe rendelte a USS Lake Champlain hordozót. Emellett, mivel a repülés során többször merült fel probléma a manőverező fúvókákkal, Kranz engedélyezte, hogy egy keringéssel korábban állítsák leszállási helyzetbe az űrhajót, hogy ha hiba lépne fel, még mindig maradjon idő a hibaelhárításra. A 120. keringésben lejátszódott a művelet.
A fékező manővert, aminek a hatására a légkör sűrűbb rétegeibe süllyedt a Gemini V, Hawaii felett éjszakai sötétségben kezdte meg Cooper parancsnok, amelynek az volt a hatása, hogy csupán a műszerekre hagyatkozhattak, a vizuális tájékozódás (pl. a horizont, mint referencia használata) teljesen kizárt volt. A sötét zóna egészen az amerikai kontinensig tartott, amikor kb. a Mississippi-folyó felett léptek át a világos félgömb fölé. A fékezőrakéták közül a negyedik csak kisebb késéssel indult be a többihez képest. A leereszkedés során alkalmazhatták az újfajta leszállási profilt. Az űrhajó alakja lehetővé tette, hogy bizonyos állásszögön felhajtóerő képződjön rajta, így az ereszkedés során hol meredekebben, hol kevésbé meredeken zuhant az űrhajó, amivel lassítani lehetett az ereszkedést az egyes fázisokban, kissé csökkentve a hőterhelést a hőpajzson. Cooper kb. 120000 méter magasságban kezdett el manőverezni, amikor a légerők már jelentkeztek. Ekkor látva, hogy túl magasan vannak a tervezetthez képest (legfőképpen a késlekedő negyedik fékezőrakéta miatt) és emiatt valószínűleg elvétik a leszállási pontot, Cooper eltért a repülési tervtől. A tervezett 53 fokos bedöntés helyett 90 fokos manőverre késztette az űrhajót, miközben a rájuk ható nehézségi erő 2,5 g-ról 7,5 g-ra nőtt.
20000 méteren Cooper aktiválta a kihúzóernyőt, amelynek belobbanása stabilizálta az űrhajó süllyedését, mindenféle kilengés nélkül történt tovább az ereszkedés. Ezzel párhuzamosan Cooper leállította a reaktív kormányfúvókák működését. Ezt követően belobbant a főernyő is, jelentősen továbbfékezve az űrhajót. A Gemini V 1965. augusztus 29-én 12:55:13- kor (UTC), 7 nap 22 óra 55 perc 14 másodperc repülés után szállt le az Atlanti-óceánon, a Bermuda-szigetcsoport közelében. A leszállás során 130 kilométerrel vétették el a kijelölt leszállási pontot. A USS Lake Champlain hordozó mentőhelikopteres egységei hamar megtalálták és kimentették az űrhajósokat.
A repülés utáni egyetlen komolyabb aggodalom az űrhajósok egészségi állapotát illetően lépett fel, mivel még soha senki ilyen hosszú ideig nem repült a világűrben. Dr. Chuck Berry a Gemini–program repülőorvosi csoportjának vezetője két napig tartotta teljes ellenőrzés alatt Coopert és Conradot, de végül semmilyen rendellenességet nem sikerült megállapítani. Ezzel nagyrészt az orvosi akadályok is elhárultak egy holdutazás elől, hiszen a 8 napos időtartam már összemérhető volt egy holdutazás időszükségletével.

## Küldetés paraméterek
- Tömeg: 3605 kg
- Perigeum: 162 km
- Apogeum: 350,1 km
- Pályahajlás: 32,61°
- Periódus: 89,59 perc

## Külső hivatkozások
- Gemini 5 Mission Report (PDF) October 1965
- On The Shoulders of Titans: A History of Project Gemini Archiválva 2003. december 7-i dátummal a Wayback Machine-ben
- Eight Days or Bust: The Mission of Gemini 5
- Gemini-5. gsfc.nasa.gov. [2009. június 26-i dátummal az eredetiből archiválva]. (Hozzáférés: 2013. április 1.)
- Gemini-5. lib.cas.cz. [2013. október 13-i dátummal az eredetiből archiválva]. (Hozzáférés: 2013. február 22.)